# 廖府先生廟
24°25′14″N 120°40′32″E / 24.420455°N 120.675485°E
廖府先生廟，是位於臺灣苗栗縣苑裡鎮福田里的陰廟，主祀一名傳說中能治病的廖姓人士。

## 由來與沿革

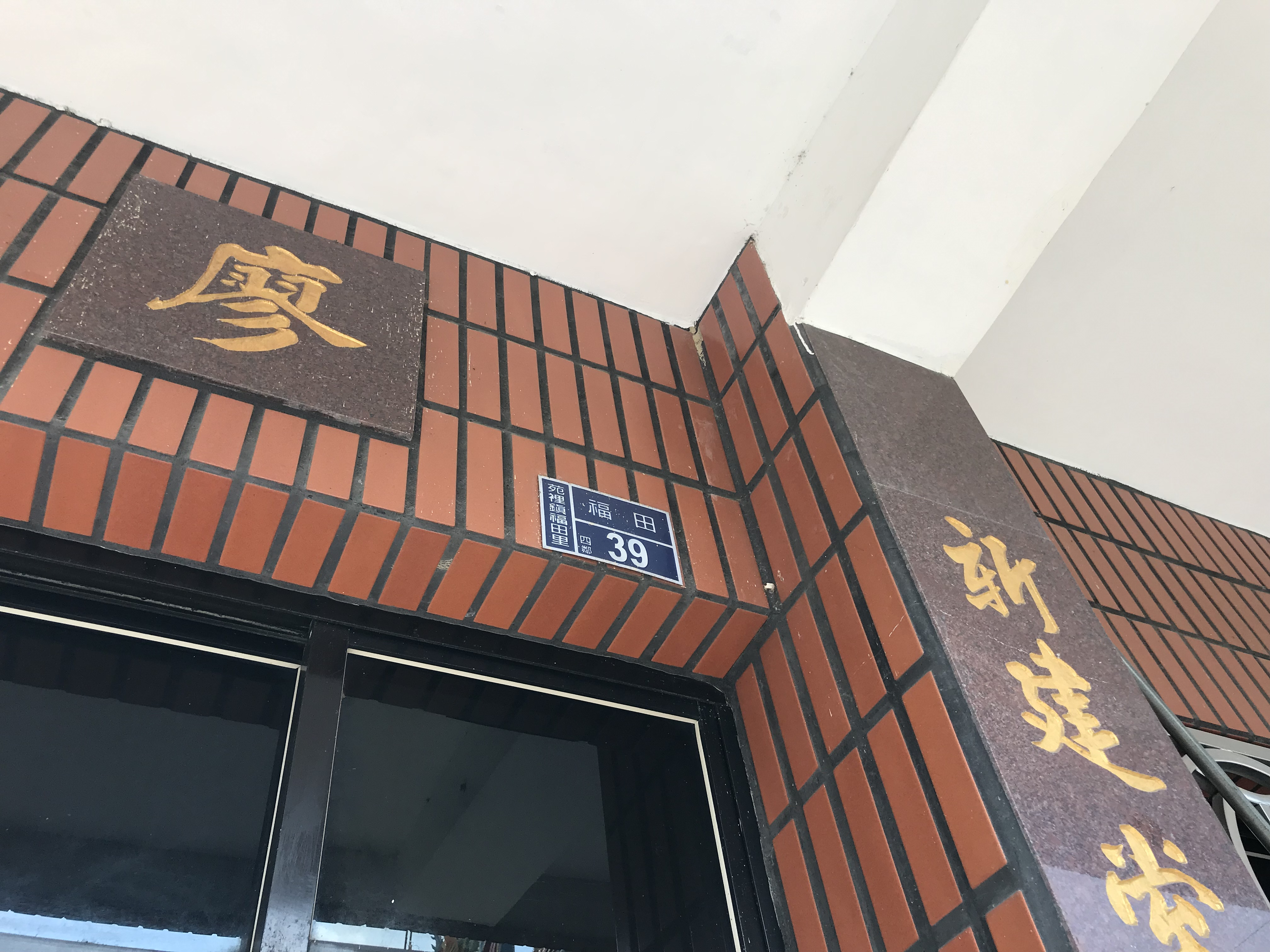
門牌為福田里39號。

此廟建立由來過去无文字记载，仅凭口耳相传。苑裡鎮福田里長鄭清波称最主流說法为：相傳清朝時有大戶人家獨子得了怪病，正當眾人束手無策時，一名穿著馬褂、自稱姓廖的老人突然出現，撫摸患者額頭後，病情竟逐漸好轉。老人家說自己住在田寮一棵大樹下，若想表達謝意，可在他農曆八月初八生日時到他家作客，該大戶人家帶著大禮前往，卻遍尋不著，最後在大樹下發現一罈骨骸，擲筊始知是廖先生顯靈治病。此事傳開後，不少人來祈求祭拜，尊稱為「先生公」，為其骨骸搭建草寮。
廟建於咸豐年間，1933年重建。1967年拜亭腐朽，改建水泥拜亭。
當地福田里出身的苑裡庄長鄭招益、與鎮長朱鏞鈴、陳財福都曾想翻修廖府先生廟，但擲筊請示都未獲同意，後來管委會提議在舊廟外蓋新廟解套。2005年9月5日舉行重建落成入廟安座典禮。
後殿保留原有小廟，僅在農曆八月初八日前後開放信徒祭拜。

## 求藥與祭祀
過往在醫藥不發達時，居民有病痛就來求藥籤，因苑裡地區的中藥房會詳細抄錄廖府先生廟藥籤內容，信徒報上籤號就能立刻抓藥。信徒還會來以擲筊方式，請回用紅紙包裹的「先生公」一小部分骨骸擺在自家內早晚祭拜，有的事後會把骨骸送回廟內。
每年農曆八月初八誕辰，廟前作戲慶生從前二天開始連演三天，以福田里為主，中正、舊社、社苓三里的信眾會來吃拜拜，路途為之塞車。像是1995年9月2日，鎮長張榮松至西平里里民大會時遲到一小時，他就以因為當天為廖府先生公聖誕，路上大塞車才晚到，解釋並非對該里不尊重。